# Two Maidens

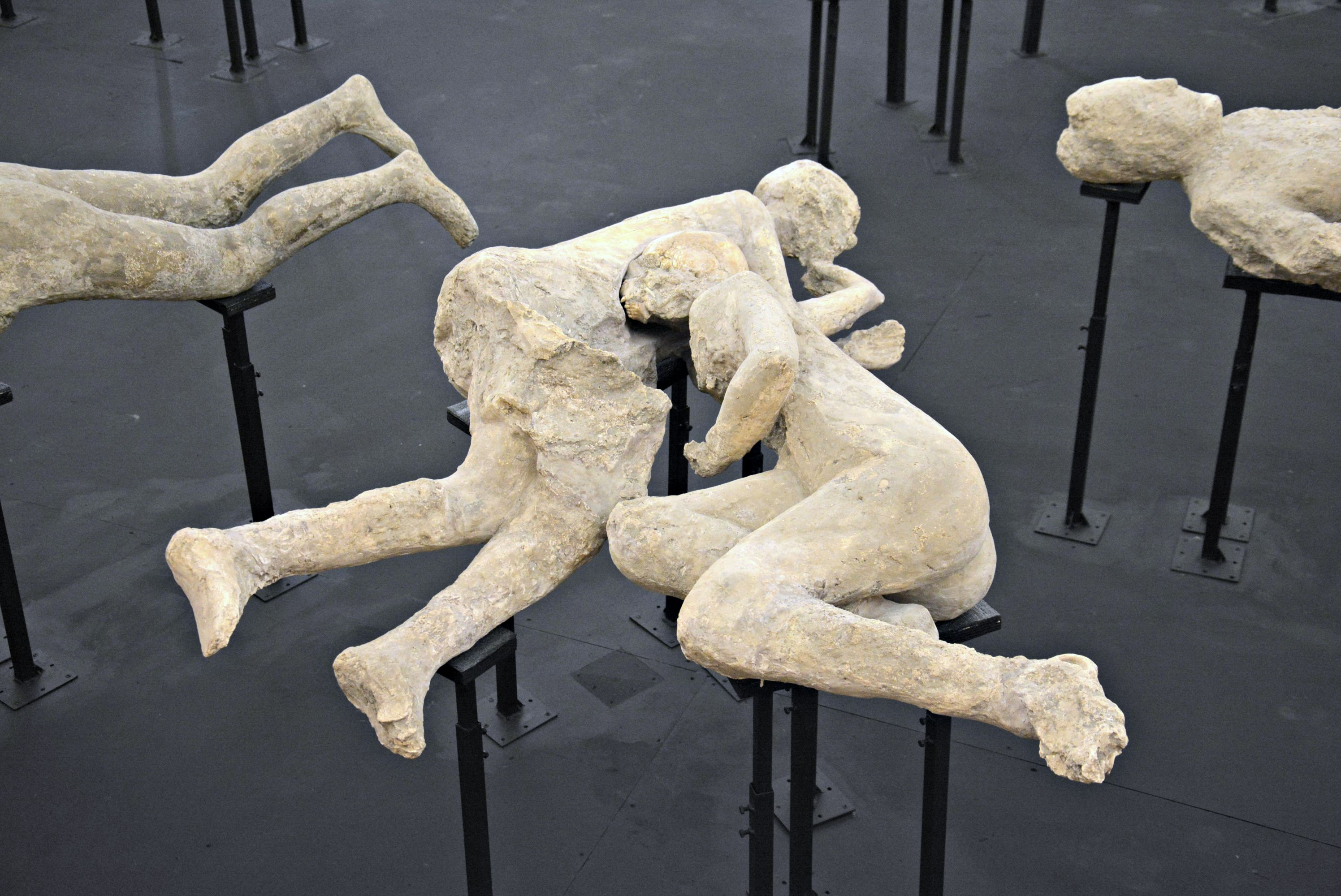
Die Two Maidens bei einer Sonderausstellung zu den Gipsabdrücken von Opfern in Pompeji im Amphitheater von Pompeji

Als (The) Two Maidens (from Pompeii), seltener auch eingedeutscht zu Die zwei Jungfrauen aus Pompeji, werden zwei Gipsabgüsse bezeichnet, die in Pompeji bei Ausgrabungen an der Stelle der von den Körpern zweier Opfer hinterlassenen Abdrücke gegossen wurden. Die beiden Menschen erregten durch ihre innige Umarmung im Sterben große Aufmerksamkeit bei den Betrachtern. Ursprünglich für Frauen gehalten, stellte sich bei neueren Forschungen mit modernen Methoden heraus, dass es sich bei beiden Menschen um Männer gehandelt hatte.

## Hintergründe, Fund und frühere Interpretation

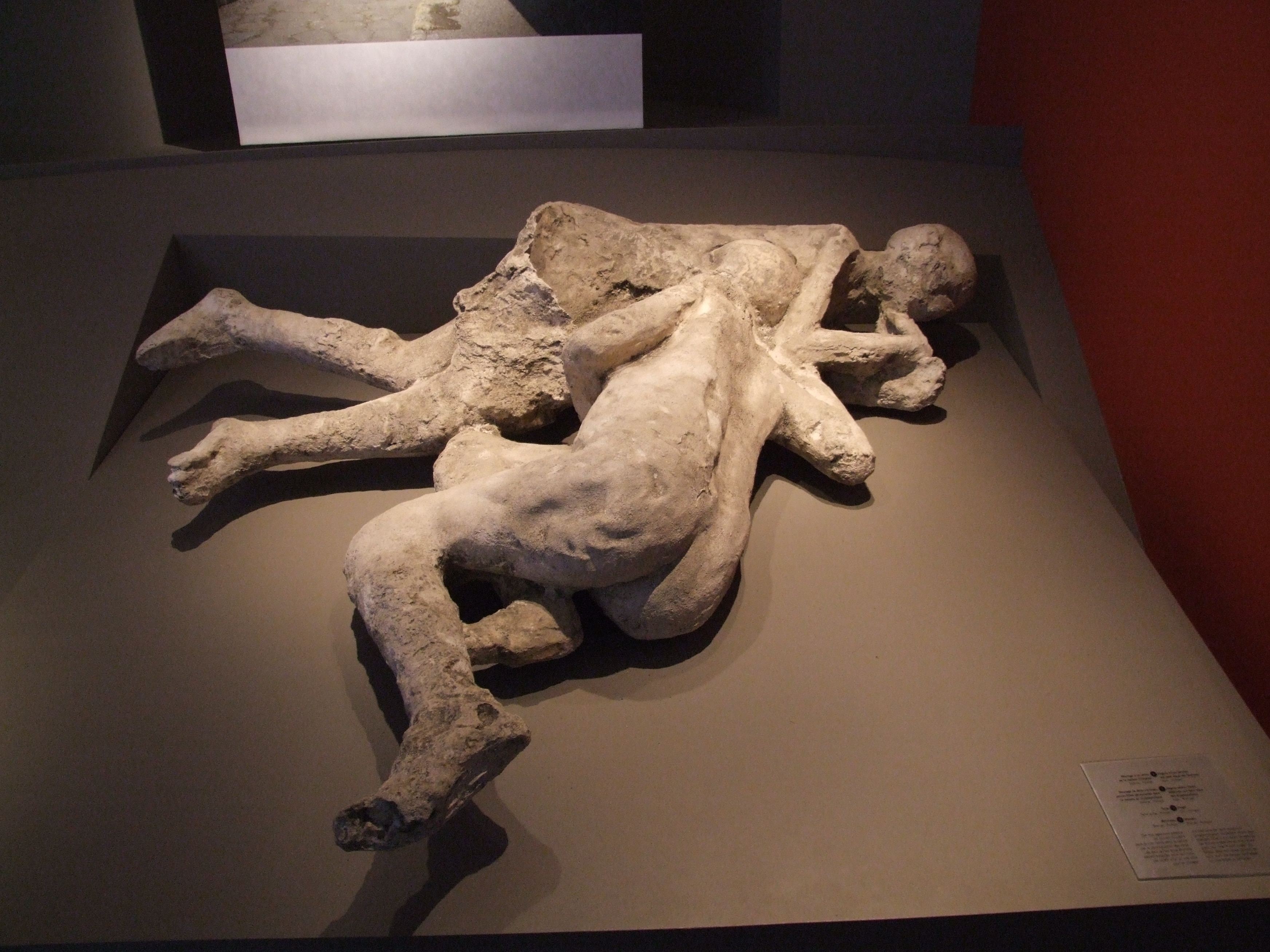
Blickwinkel von der Seite bei der Pompeji-Ausstellung 2007 im Europäischen Kulturpark Bliesbruck-Reinheim

Seitdem Giuseppe Fiorelli in den 1840er Jahren Leiter der Ausgrabungen von Pompeji geworden war, reformierte er die Form der Ausgrabungen in der antiken Stadt. Er erdachte auch einige Modernisierungen in der Grabungstechnik. So hatte er 1863 die Idee, mit Gips die Hohlräume von vergangenen Materialien wie Holz, Tiere und Menschen auszugießen. Bis heute wurden von weit über 1000 menschlichen Körpern die hinterlassenen Abdrücke erhalten. Manche der Abgüsse, die den Tod für die Betrachter fassbar und real werden lassen, wurden ob ihrer Wirkung oder dem Auslösen menschlicher Gefühle besonders bekannt. Dazu zählen etwa ein kauernder Mensch, der den Kopf auf die verschränkten Arme auf seinen Knien abgelegt hat, oder auch ein Hund, der versucht, sich im Todeskampf von seiner Kette zu befreien, die ihn am Weglaufen hinderte. Manche Abdrücke zeigen einen heftigen Todeskampf, andere Resignation und wieder andere Frieden.

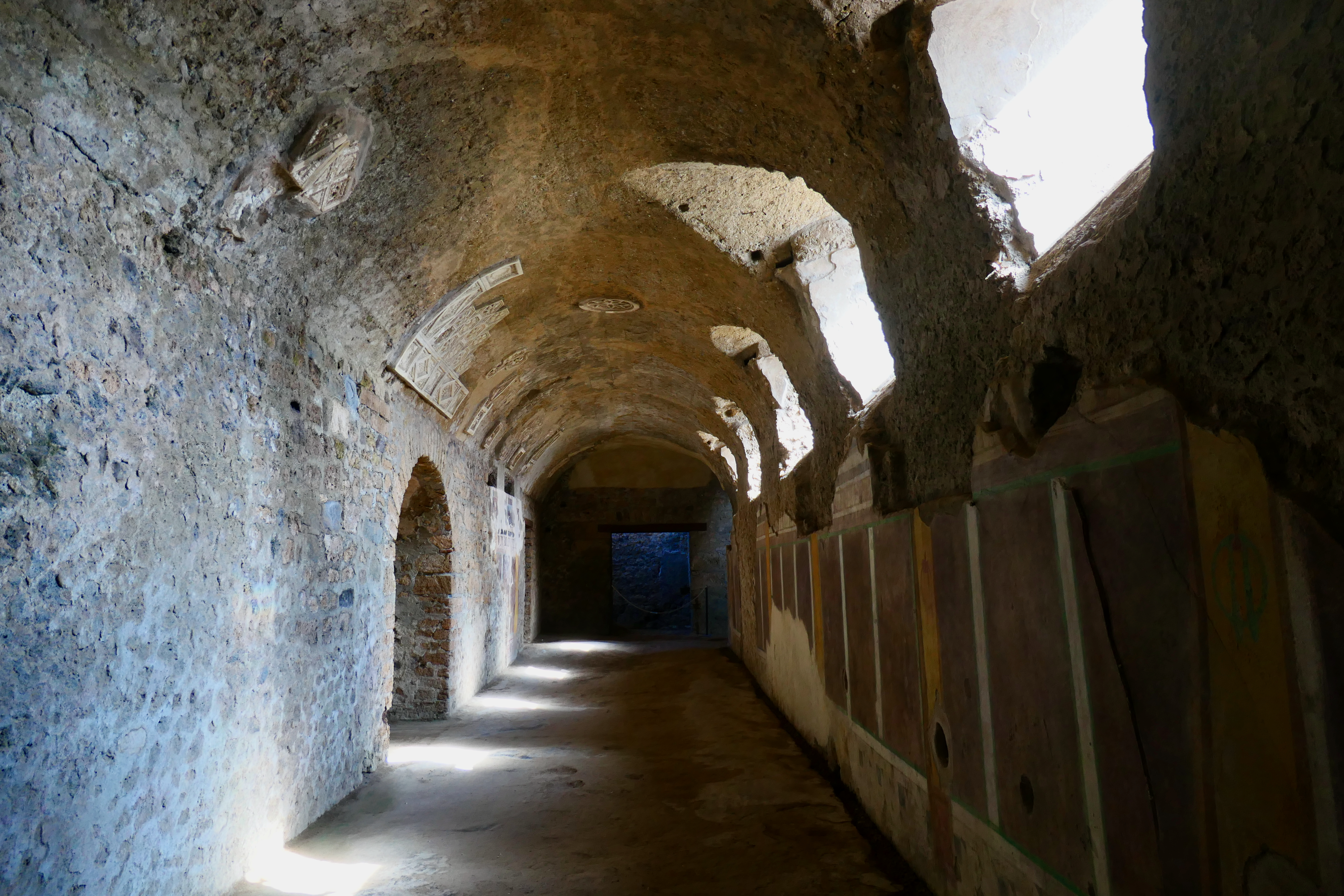
Blick in die Casa del Criptoportico, den Fundort der Two Maidens

Zwei der bekanntesten Abgüsse sind die sogenannten Two Maidens. Sie wurden zu Beginn des 20. Jahrhunderts unter der Leitung von Vittorio Spinazzola in der Casa del Criptoportico („Haus der Kryptoportikus“) gefunden. Die als ikonisch bezeichneten Abgüsse fielen durch ihre körperliche Nähe auf, umarmten sie sich doch noch im Tod: Einer der beiden Körper liegt im rechten Winkel zum anderen und lässt seinen Kopf auf der Brust des anderen ruhen. Der Grund muss Spekulation bleiben, möglicherweise auf der Suche nach Trost, vielleicht aber auch Schutz. Zeitgenössische Forscher wollten in den beiden Abgüssen zwei Mädchen erkennen. Diese Annahme wurde seitdem weitestgehend unkritisch tradiert, obwohl ein Geschlecht nicht erkennbar war. Die Interpretation war nicht zuletzt dem Zeitgeist geschuldet, der zur Zeit der Auffindung und Verbreitung der Bilder vorherrschte.

## Neue Forschungen seit 2015

Blick von oben in der Ausstellung in Pompeji, nach der Restaurierung (2020)

Ab 2015 wurden in Pompeji neue Ausgrabungen initiiert, die Konservierung der archäologischen Stätte vorangetrieben und alte Funde und Erkenntnisse neu evaluiert. Dazu gehörte ein 2015 begonnenes Projekt zur Untersuchung und Konservierung der Gipsabgüsse, mit einem Schwerpunkt auf den älteren Abgüssen. Bis 2018 wurden 86 davon in einem ersten Teilprojekt unter der Leitung von Stefano Vanacore untersucht und restauriert. An erhaltenen Zähnen konnte festgestellt werden, dass die Bewohner Pompejis sehr gute Zähne hatten. Bei den Two Maidens ergab die Untersuchung durch Computertomographie und des erhaltenen DNA-Rests in Knochen und Zähnen, dass es sich nicht um zwei Mädchen, sondern sehr wahrscheinlich um zwei junge Männer handelte. Der ältere der beiden war zum Todeszeitpunkt etwa 20 Jahre alt oder älter, der jüngere etwa 18 Jahre alt. Beide waren nicht direkt miteinander verwandt.
Diese neuen Erkenntnisse fanden ein breites Echo in der internationalen Presse. Auch wenn nach wie vor die Beziehung der beiden Personen zueinander vollkommen unklar ist, einmal davon abgesehen, dass sie keine Verwandten waren, wurde vielfach ein homosexuelles Liebespaar in ihnen gesehen. Schnell wurde das Paar bei allen zugestandenen Unsicherheiten zu einer „Schwulenikone“. Die Two Maidens waren nicht die einzigen falsch kategorisierten Opfer. Auch der 1877 von Fiorelli gegossene Abguss Nummer 10 stellte sich bei den Untersuchung anders als gedacht nicht als junges Mädchen, sondern als wahrscheinlich erwachsener Mann heraus.